# 음근

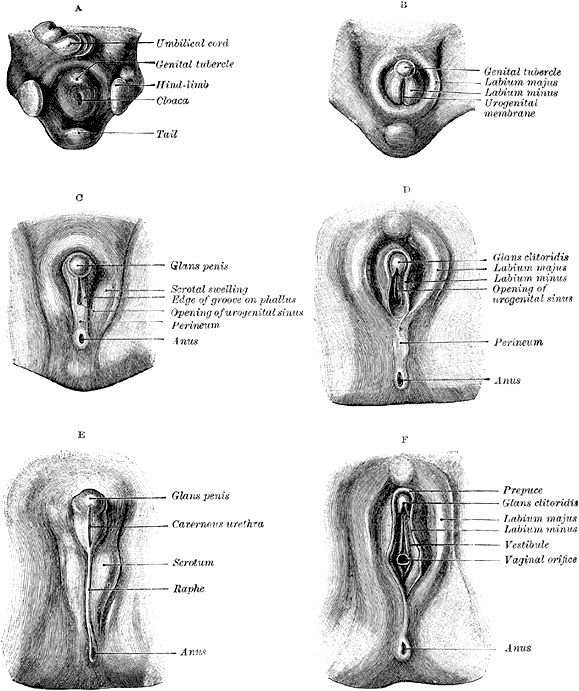

원시 음근(primordial phallus) 또는 음근(陰根) 또는 원시 음경은 음핵과 음경을 통틀어 일컫는 말이다. 음핵과 음경은 상동기관이다.
발생학에서 원시 남근은 여성의 음핵 또는 남성의 음경, 특히 성적 분화가 명백히 나타나기 전의 비뇨기 및 생식 기관의 배아 발달 동안 형성된 것을 의미한다. 이는 또한 미성숙한 남성 유사체, 즉 미성숙한 귀두 음경에 대한 것이기도 하다.

## 같이 보기
- 팔루스
- 음근 계측기